# Dicranomyia tricuspis
Dicranomyia tricuspis là một loài ruồi trong họ Limoniidae. Chúng phân bố ở miền Australasia.